# Ароидные (подсемейство)
Ароидные (лат. Aroideae) — подсемейство растений семейства Ароидные (Araceae). Это самое большое подсемейство, оно насчитывает 72 различных рода.

## Распространение
Ароидные в большей степени распространены в тропических и субтропических областях обоих полушарий. Много ароидных и в умеренных областях, а некоторые из них заходят даже в субарктические районы, однако видовое и родовое разнообразие их вне тропиков невелико (менее 10 % видов).

## Ботаническое описание
Представители подсемейства — наземные, болотные или водные травы с клубнями или более или менее удлиненными корневищами. В тропических странах ароидные часто достигают гигантских размеров. Немало среди них лиан и эпифитов.

## Трибы
- Aglaonemateae

- Ambrosineae

- Anubiadeae

- Areae

- Arisaemateae

- Arisareae

- Arophyteae

- Caladieae

- Callopsideae

- Colocasieae

- Cryptocoryneae

- Culcasieae

- Dieffenbachieae

- Homalomeneae

- Montrichardieae

- Nephthytideae

- Peltandreae

- Philodendreae

- Philonotieae

- Pistieae

- Schismatoglottideae

- Spathicarpeae

- Stylochaetoneae

- Thomsonieae

- Zamioculcadeae

- Zantedeschieae

- Zomicarpeae

Роды: см. раздел «Роды» статьи Ароидные